# 秦由加子
秦 由加子（はた ゆかこ、1981年4月10日 - ）は、千葉県千葉市出身のトライアスロン選手。キヤノンマーケティングジャパン・マーズフラッグ・ブリヂストン所属。

## 経歴
3歳時に水泳を始め、10歳までスイミングクラブに通う。13歳の時に、骨肉腫を発症し、右脚を大腿部より切断。千葉市立蘇我小学校、和洋国府台女子中学校・高等学校を経て、亜細亜大学国際関係学部に入学。
大学卒業後は2004年4月にキヤノンマーケティングジャパンに入社。入社後の26歳の時にパラ水泳のクラブチームに所属し、水泳を再開。2010年アジアパラ競技大会に日本代表として出場。2012年ロンドンパラリンピック出場は叶わず、所属していた稲毛インターでコーチからの誘いを受け、2013年にトライアスロン競技に転向。急成長を遂げ、2016年リオデジャネイロパラリンピックに出場し、日本人最高の6位に入る。2021年開催の2020年東京パラリンピックに出場。